# Flughafen Bellingham

i8
i11
i13
Der Bellingham International Airport (IATA-Code: BLI, ICAO-Code: KBLI) ist ein öffentlicher Flughafen auf 52 m Seehöhe 5 km nordwestlich von Bellingham im Whatcom County, Washington, in den Vereinigten Staaten. Die Fläche des Flughafens beträgt 886 ha. Er hat eine Asphaltpiste mit 2042 m Länge und 23 m Breite.

## Geschichte
Die erste grasbewachsene Landebahn, die in Whatcom County in Betrieb war, scheint in den 1920er Jahren eine Nord-Süd-Landebahn in der Nähe der Kreuzungen der Smith Road und des Pacific Highway 99 gewesen zu sein. Obwohl die genauen Ursprünge des Bellingham International Airport unter lokalen Historikern nach wie vor umstritten sind, kaufte am 20. Oktober 1936 Whatcom County 200 acres (81 ha) Land von dem örtlichen Finanzier Charles F. Larrabee, um einen Flughafen zu bauen.
Die erste Landebahn des Flughafens wurde am 1. Juni 1940 fertiggestellt und eingeweiht. Sie war 3600 Fuß (1097 m) lang, 150 Fuß (46 m) breit und hatte eine noch nicht asphaltierte Kiesoberfläche.
Bis 1941 nahm die Kriegsangst zu und damit auch das Tempo der Bauarbeiten am Flughafen. Zwischen nationalen Verteidigungsfonds und dem Army Corps of Engineers wurde der Bau auf drei asphaltierten Start- und Landebahnen abgeschlossen.
Der Flughafen wurde am berüchtigten Tag des Angriffs auf Pearl Harbor, dem 7. Dezember 1941, für die Gemeinde geöffnet. Die 3000 Besucher waren für lange Zeit die letzten Besucher, die zum Besuch des Flughafens eingeladen wurden. Am nächsten Tag erklärten die Vereinigten Staaten Japan den Krieg. Bis zum 10. Dezember hatte die Armee den Flughafen besetzt, der damals als Bellingham Army Air Field bekannt war. Ausgiebig genutzt, als der Flughafen 1946 wieder an Whatcom County übertragen wurde. 1957 verkaufte Whatcom County den Flughafen für 1 US-Dollar an den Hafen von Bellingham.
Der Flugdienst von Bellingham hatte einen bescheidenen Anfang. In den späten 1970er und frühen 1980er Jahren betrieb Harbor Airlines, eine in Oak Harbor (Washington) ansässige Zubringerfluggesellschaft, einen Nonstop-Shuttleservice zum Seattle-Tacoma International Airport mit kleinen Britten-Norman Islander-Doppelpropellerflugzeugen. Mitte der 1980er Jahre wurde Harbour Air durch San Juan Airlines ersetzt, eine Zubringergesellschaft mit Sitz in Bellingham, die Shuttleflüge nach Seattle–Tacoma mit Embraer EMB-110 Bandeirante und Cessna 402 Propellerflugzeugen durchführte. San Juan Airlines bedient den Flughafen derzeit weiterhin.
1985 startete Pacific Southwest Airlines (PSA) Bellinghams ersten Passagierjet-Service mit McDonnell Douglas MD-80 direkt nach Los Angeles, San Diego und San Francisco mit allen PSA-Flügen, einschließlich einer Zwischenlandung in Seattle. Mit der Ankunft von Pacific Southwest Airlines (PSA) im Jahr 1985 wurde ein neues Terminal im Wert von 1 Million US-Dollar gebaut.
Das Terminalgebäude wurde 2011 und 2014 in zwei Phasen mit einer Gesamtfläche von rund 10.000 Quadratmetern erneut erweitert und umgebaut.
PSA wurde von USAir übernommen, die Bellingham weiterhin mit Boeing 737-300 bediente. Alaska Airlines führte Ende der 1980er Jahre MD-80-Jets ein und konkurrierte mit USAir, da beide Fluggesellschaften einen Nonstop-Jet-Service nach Seattle anboten.
In den späten 1980er Jahren wurde Alaska Airlines von Horizon Air, einer hundertprozentigen Tochtergesellschaft der Alaska Air Group, unterstützt, wobei diese regionale Fluggesellschaft Nonstop-Flüge mit Turboprops nach Seattle-Tacoma.[18] Zu den Flugzeugen, die von Horizon Air im Laufe der Jahre auf dem Flughafen eingesetzt wurden, gehörten Propjets wie Fairchild Swearingen Metroliner, de Havilland Canada DHC-8 Dash 8 und Dornier 328.
Im September 2010 vollendete der Flughafen eine 26 Mio. Dollar teure Oberflächenerneuerung der Start- und Landebahn, um Flugzeuge bis zur Größe einer Boeing 757 zu ermöglichen. Dieses Projekt wurde abgeschlossen, um Allegiant Air in die Lage zu versetzen, Boeing 757-200 Nonstop-Dienste nach Hawaii zu betreiben, obwohl dieser Dienst inzwischen eingestellt wurde.

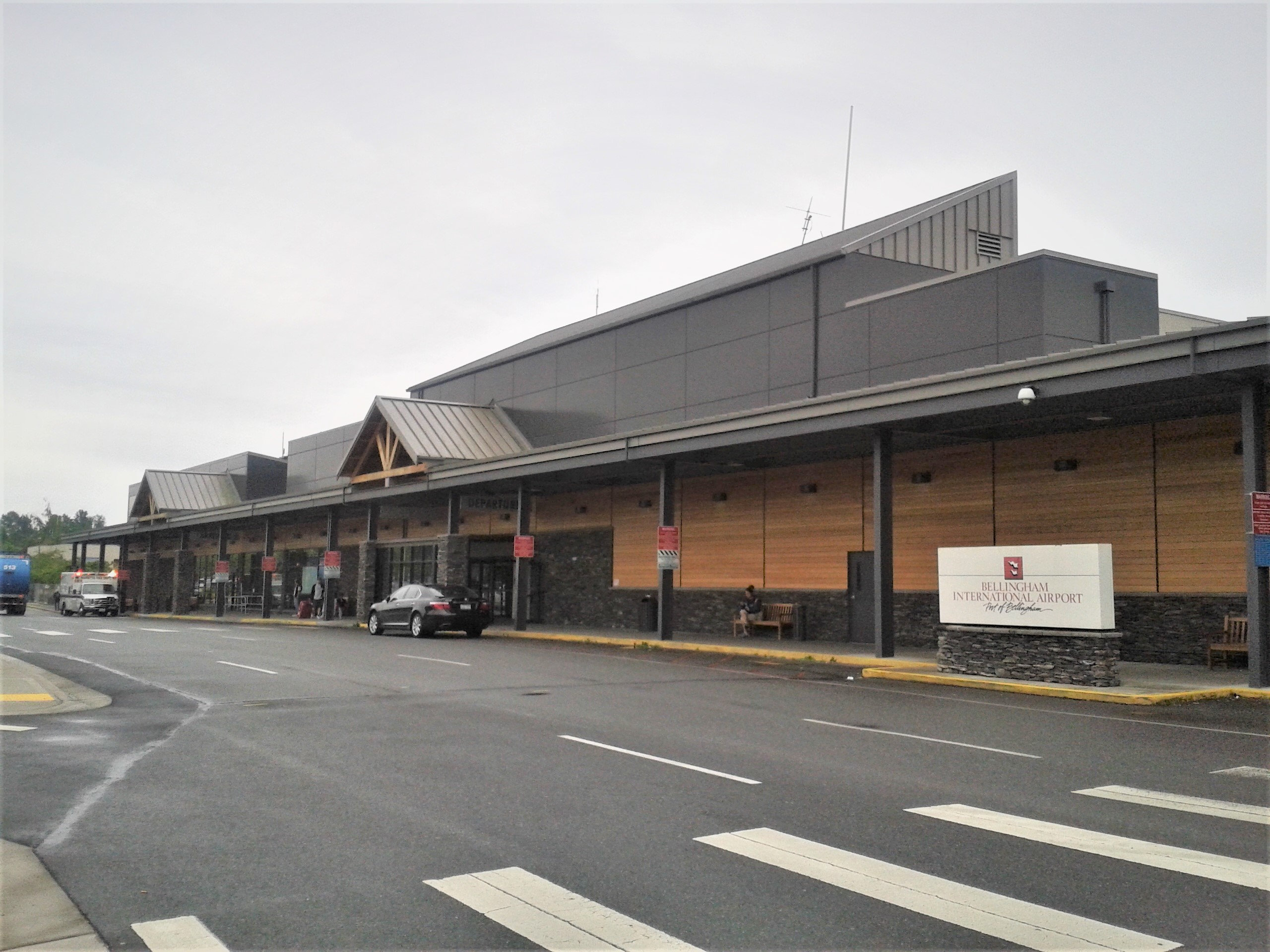

## Flugbetrieb
In den 1960er und 70er Jahren ließen sich verschiedene Fluggesellschaften am Bellingham International Airport (BLI) nieder oder hielten dort regelmäßig an, darunter Seattle Airways, Puget Sound Airlines und Eagle Airlines.
Später agierten folgende Fluggesellschaften:
- Pacific Southwest Airlines (wurde U.S. Air)	1985 - 1987
- U.S. Air	        	1987 - 1991
- Horizon Air		1987 - present
- Alaska Airlines		1989 - 1992; 2009 - present
- United Express		1989 - 2001
- San Juan Airlines	1950s - 1989; 2002 - present
- Allegiant Air		2004 - present
- Delta Airlines		2006 - 2008
- Western Airlines	2007
- Skybus Airlines	 	2007

Im Jahre 2022 wurden 636.000 Passagiere befördert.
Im Jahre 2018 haben 74.401 Flugbewegungen stattgefunden, davon 18.150 lokale Bewegungen, 34.099 Zwischenlandungen, 14.764 Air-Taxi-Flüge, 851 militärische Flüge und 6.537 Frachtflüge. 141 einmotorige und 5 zweimotorige Flugzeuge, 4 Jetflugzeuge und 9 Helikopter waren 2018 hier stationiert.
Die wichtigsten Fluggesellschaften für den Flughafen sind heute American Airlines, Allegiant Air, Southwest Airlines und San Juan Airlines.